# Smittia microcera
Smittia microcera är en tvåvingeart som först beskrevs av Alexander S. Konstantinov 1948.  Smittia microcera ingår i släktet Smittia och familjen fjädermyggor. Inga underarter finns listade i Catalogue of Life.